# The Sword
I The Sword sono stati un gruppo musicale stoner/heavy metal fondato nel 2003 ad Austin da J.D. Cronise. Cronise, cantante e chitarrista con precedenti esperienze nei Those Peabodys, selezionò diversi musicisti prima di trovare l'assetto definitivo del gruppo con Kyle Shutt alla chitarra ritmica, Bryan Richie al basso e Trivett Wingo alla batteria.

## Storia del gruppo

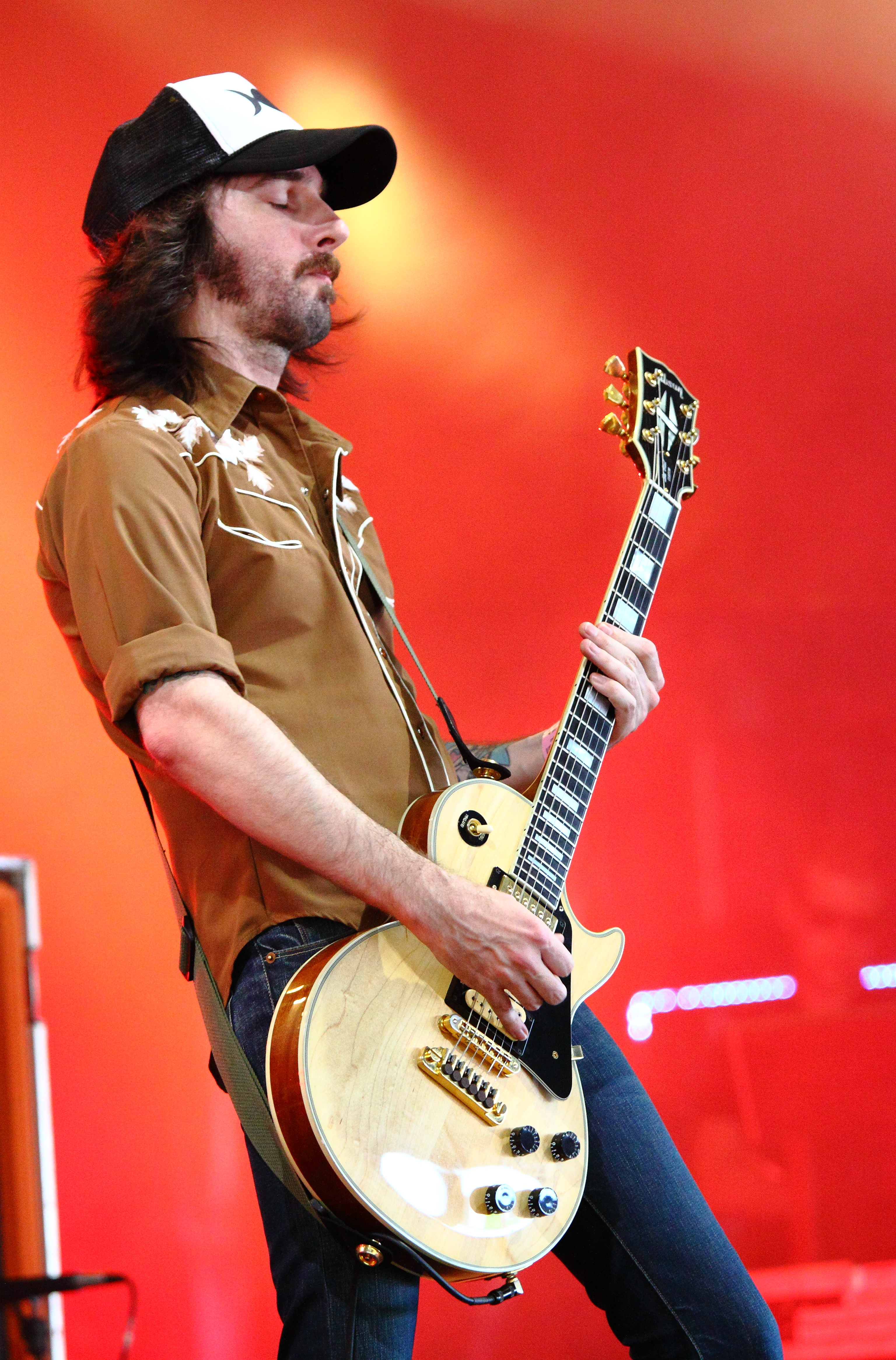
Jhon D. Cronise, fondatore del gruppo, al Roskilde Festival 2013

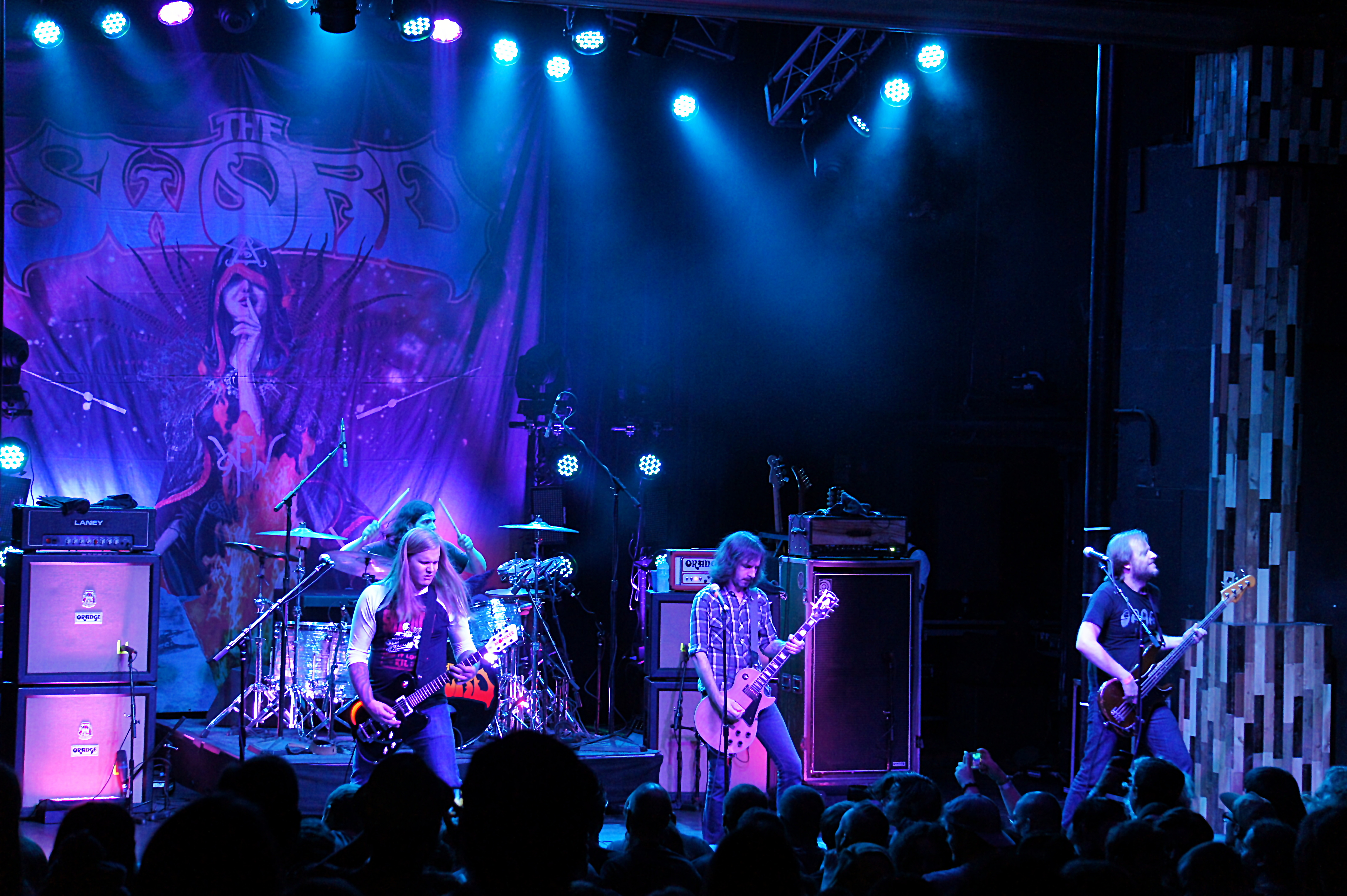
I The Sword al The Observatory in Santa Ana, 2013

I The Sword debuttano con l'album Age of Winters pubblicato nel 2006, dopo 4 anni di lavorazione da parte di Cronise. Per pubblicizzare il loro primo disco, la band parte per un tour intensivo negli Stati Uniti d'America che li vedrà al fianco di artisti come ...And You Will Know Us by the Trail of Dead, Lacuna Coil e In Flames; in Europa con Clutch e Nebula; e Giappone con Lamb of God. Hanno contribuito con la canzone Under the Boughs alla compilation Invaders della Kemado Records. Una reinterpretazione della loro canzone Freya estratta da Age of Winters è apparsa nel gioco Guitar Hero II. Freya è inserita inoltre nella colonna sonora del gioco di corse Burnout Dominator. I testi della band trattano spesso tematiche di mitologia norrena e diverse loro canzoni sono state ispirate alle opere letterarie di George R. R. Martin.
Nel 2007 una clip della canzone Iron Swan è stata utilizzata nell'episodio 21 di Big Love trasmesso dall'americana HBO. Iron Swan fu anche usata nella colonna sonora del video game di skateboard, Tony Hawk's Project 8.
Nel novembre del 2007 il gruppo ha pubblicato un EP: split 12" EP con la band svedese di doom metal Witchcraft. Tale EP contiene due canzoni dei The Sword, una delle quali è una cover della celeberrima Immigrant Song dei Led Zeppelin.
Il loro secondo album studio, Gods of the Earth, è stato pubblicato il 1º aprile 2008, preceduto dal singolo uscito il 18 marzo Fire Lances of the Ancient Hyperzephyrians, di cui è stato girato un video che ha debuttato in aprile. Durante l'estate del 2008 hanno collaborato in un tour in Europa insieme ai Metallica.
Tra il 2010 e il 2011 il gruppo subisce due avvicendamenti nel ruolo di batterista.
Nel maggio 2012 esce il singolo Hammer of Heaven e nell'ottobre seguente l'album Apocryphon.
Il quinto album del gruppo viene pubblicato nell'agosto 2015 e prende il titolo High Country.

## Formazione

### Formazione attuale
- J.D. Cronise – voce e chitarra
- Kyle Shutt – chitarra
- Bryan Richie – basso
- Santiago "Jimmy" Vela III – batteria e percussioni

### Ex componenti
- Trivett Wingo – batteria (2003-2010)

## Discografia

### Album in studio
- 2006 – Age of Winters (Kemado Records)
- 2008 – Gods of the Earth (Kemado Records)
- 2010 – Warp Riders
- 2012 – Apocryphon
- 2015 – High Country
- 2016 – Low Country
- 2018 – Used Future

### Raccolte
- 2006 – Invaders, con "Under the Boughs" (Kemado Records)

### Singoli
- 2006 – "Freya" b/w "Iron Swan (live at CBGB)" 7"/CD (Kemado Records)
- 2008 – "Fire Lances of the Ancient Hyperzephyrians" b/w "Codex Corvidae" 10"EP (Kemado Records)

### Split album
- 2007 – The Sword/Witchcraft split 12" (Kemado Records)